# Fédération des jeunesses communistes de France
Pour les articles homonymes, voir Fédération des jeunesses communistes.
La Fédération des jeunesses communistes de France (FJCF) est une organisation politique de jeunes qui de 1920 à 1945 organisait les jeunes qui se reconnaissaient dans les idées du Parti communiste français. L'actuel Mouvement jeunes communistes de France en est l'héritier.
Cet article vise à développer la séquence « histoire » du Mouvement des jeunes communistes de France.

## 1920-1921: naissance de la Fédération des jeunesses communistes
Le processus de la naissance des Jeunesses communistes, issues de la Jeunesse socialiste, est concomitant de celui de l'organisation « tutrice », le Parti socialiste unifié (SFIO) en Parti communiste. Créée formellement en 1912, la Fédération de la Jeunesse socialiste est étroitement liée (dépendante matériellement et humainement) au Parti socialiste. Or, la période qui s'ouvre en 1918, voit affluer aux Jeunesses socialistes des adhérents peu en phase avec la sujétion aux ordres des « mentors » plus ou moins connus, d'un parti qu'ils jugent disqualifié par la politique d'Union sacrée. La recherche de l'autonomie de l'organisation des Jeunesses, affaire aussi de génération, s'ajoute aux fractures politiques qui se cristallisent sur la question du choix de rallier ou non la IIIe Internationale.
Le premier acte se déroule à Troyes le 4 avril 1920. La Fédération des Jeunesses socialistes y tient une Conférence nationale. La ville provinciale est dirigée par un maire socialiste. Un des députés de l'Aube, Isidore Philbois est socialiste également. La présidence de la première séance est assurée par le premier (49 ans), tandis que le second (56 ans) préside l'après-midi. Le secrétaire national des Jeunesses, Pierre Lainé, est aussi là, mais le décor est planté. La première intervention politique est celle du représentant du Parti socialiste SFIO, Léon Blum. Or Blum est un des leaders du courant socialiste le plus hostile à la Troisième Internationale. Dans son discours, il avance devant un auditoire dont il n'a pas saisi l'impatience : « Les questions de 2e ou 3e Internationale n'ont qu'un intérêt secondaire »... puis, paternaliste, il demande « Ne soyez pas des enfants ingrats (...) ».
Plusieurs votes interviennent. L'Autonomie de l'organisation par rapport au Parti est largement repoussée et ne recueille que 22 % des mandats. Mais ce n'est pas le parti tel qu'il est en avril 1920 que veulent les jeunes. La motion de l'adhésion, sans réserve, aux thèses de Moscou et à l'Internationale des Jeunes qui y a été créée recueille  2 350 mandats 28,4 % des voix. La motion de la direction sortante (adhésion avec réserves) totalise 3 168 mandats, soit un peu plus de 38 % des mandats, l'autonomie rallie 22 % des mandats.
Une direction est élue à la proportionnelle des courants Lainé siège avec 5 autres élus de sa tendance, les partisans de la IIIe Internationale sont 4 élus, dont le leader de cette tendance, Maurice Laporte, les autonomistes, 1 826 mandats, ont 3 élus, dont le chef de file est Émile Auclair. L'organe La Voix des jeunes a un conseil d'administration élu selon le même principe. Les trois leaders militent dans le département de la Seine.
Pierre Lainé, employé de commerce, est âgé de 21 ans. Il dirige les Jeunesses socialistes depuis juin 1918. Il y avait adhéré à l'âge de 14 ans.
Maurice Laporte est âgé de 19 ans, est ouvrier métallurgiste dans l'industrieuse banlieue ouest de Paris. En mai 1920 il est licencié des Usines de Dion, de Puteaux. Il milite aux Jeunesses socialistes depuis 1918 et dirige en leur sein le comité pour l'adhésion immédiate à l'Internationale communiste des jeunes.
Émile Auclair est âgé de 25 ans. Il est employé et milite aux Jeunesses socialistes depuis l'âge de 17 ans. Il est de fait l'homme clé, à l'été 1920 le chef de la tendance qui fait ou défait la majorité.
Durant l'été 1920, alors que la direction du Parti socialiste change elle aussi, les jeunes précèdent les « aînés » dans l'évolution vers l'extrême gauche.

### 31 octobre /1ernovembre 1920: congrès des Jeunesses socialistes communistes
Annoncée tantôt comme conférence nationale puis comme Congrès des Jeunesses socialistes, l'Assemblée décisive se tient salle Babeuf à la Société coopérative « La Bellevilloise », rue Boyer Paris XXe. Le ralliement de la tendance « autonomiste » à l'adhésion à la Troisième Internationale laisse peu de place au suspense.
La résolution pour l'Internationale communiste recueille une écrasante majorité de  5 443 mandats 
 La résolution « Lainé », proche du socialiste « reconstructeur » Jean Longuet totalise 1 958 mandats.
L' abstention est le choix de 350 mandats.

On remarque toutefois qu'entre avril 1920 et octobre 1920 malgré le triomphalisme affiché en adhésions, le nombre total des mandats est passé de  8 274 à 7 751. Il n'est pas sûr que les luttes intestines de la Fédération aient attiré un afflux d'adhérents.. La Fédération prend dès lors le nom de Fédération  nationale des jeunesses socialistes communistes de France. Le Comité national comprend 13 membres titulaires dont une jeune femme :
- Maurice Laporte, 19 ans;  Émile Auclair, 25 ans;  Marcel Vandomme, 22 ans;  Camille Fégy, 18 ans;  Vidal (Vital Gayman) 23 ans ; Pontillon; Louis Kuntz (Alsace-Lorraine), 22 ans; Lacroisille; Perche; Schaub; Calman (Jacob Kalmanovitch) 22 ans; Georges William; et la « camarade » Marie "Waicziarg" (Rosa Michel) 19 ans.
 et 6 suppléants :
- Maurice Honel, 17 ans; Souques; Chevalier; Parâtre; Naze; Jacques Doriot, 22 ans.

Elle se dote d'un journal L'Avant-Garde ouvrière et communiste, publiée sur 4 pages, organe officiel de l'organisation. Le comité de rédaction  en est élu par le congrès. Il comprend :
- Émile Auclair, 25 ans
- Maurice Laporte, 19 ans
- Gabriel Péri, 18 ans
- Vidal (Vital Gayman), 23 ans
- Pontillon
- Marcel Vandomme, 22 ans

La moyenne d'âge de ceux de ces militants dont la date de naissance est connue est de 20 ans et demi. Il s'agit bien d'une génération.

## 1921-1936: Jeunesse communiste et PCF
À la fin du mois de décembre 1920, les délégués du XVIIIe congrès du Parti socialiste SFIO réunis à Tours se prononcent pour l'adhésion à la Troisième Internationale. Le Parti communiste, section française de l'Internationale communiste (SFIC) naît de la volonté de la majorité des délégués. Est-ce à dire que les jeunesses sont au diapason du nouveau parti? Il ne semble pas tout à fait. Pour les jeunes de la Fédération des JC, trop de militants du PC leur semblent atteints de la maladie réformiste, endémique depuis toujours dans les partis constitués aspirant aux responsabilités. Cela ne semble pas le cas de la jeune fédération des Jeunesses communistes, dont les militants vont « au casse-pipe ». En mai 1921, une quarantaine de militants parisiens sont derrière les murs de la prison de la Santé.

### Le1ercongrèsde la fédération des Jeunesses communistes
Il se déroule les 15 et 16 mai 1921, salle de l'Égalitaire, coopérative ouvrière du XVIIIe arrondissement de Paris.
Quelque 100 délégués sont réunis, représentants de 7 000 adhérents « théoriques. » Mais le décompte des mandats fait apparaître 5 300 mandats environ. En six mois la fédération des JC aurait perdu 2 000 adhérents...
La première séance du congrès est présidée par un jeune communiste marseillais, Gabriel Péri. Plusieurs rapports sont au programme des congressistes :
- sur l'activité passée (rapporteur Maurice Laporte), le congrès vote : à 4 403 mandats pour, 325 contre, et 459 abstentions. Débats il y a et unanimité il n'y a pas.
- Sur l'Internationale de la Jeunesse (rapporteur Jacques Doriot), les voix se répartissent en 4 683 pour, 388 non et 214 abstentions.
- La direction élue comprend :
  - Maurice Laporte secrétaire général;
  - Camille Fégy, secrétaire adjoint,
  - Maurice Honel, directeur de l'Avant-Garde.
  - Les autres membres titulaires de la direction sont Rosa Michel, Jacques Doriot, dont les interventions sont nombreuses, Émile Auclair, Perche, Henri Lozeray, 24 ans, ouvrier typographe, nouvel élu, Raymond David, nouvel élu, Labarche, Roger Gaillard, 18 ans, employé, nouvel élu, Pierre Provost, 26 ans, nouvel élu, et Helleluyck.

Le nom de Fédération des jeunesses communistes de France est entériné. Surtout le principe des rapports entre le Parti et les JC semblent normés : 2 membres du comité directeur du PC participent aux comités nationaux (CN) des Jeunes et 2 jeunes siègent au comité directeur (CD) du PC. Entre le 1er Congrès des Jeunesses et le second qui a lieu en 1922, trois leaders des JC assistent régulièrement au comité directeur du Parti communiste, Maurice Laporte, Camille Fégy, Raymond David et Émile Auclair. 
Au cours des débats, Laporte n'a-t-il pas déclaré sans ambages :

« Tant que le parti communiste marchera droit nous irons avec lui »... Les témoignages relevés par Jacques Varin donnent à voir quelques axes de l'intervention politique des Jeunes communistes : interventions dans les grèves, diffusion des tracts et surtout opposition au militarisme et aux brimades. Le secteur étudiant ne semble pas avoir retenu l'attention des jeunes communistes.

### 14-15 mai 1922: le2econgrèsde la Jeunesse communiste
Réuni à Montluçon, il ressemble à une répétition du 1er Congrès. Le fait marquant demeure la mention de débats et de votes qui donnent à penser que des débats existent.
Le rapport moral est approuvé par 2 132 mandats, repoussé par 394 mandats avec une abstention de 426 mandats. Ce qui donnerait un total de moins de 3 000 adhérents représentés.
Un autre vote sur le « front unique » frôle la minorité : 1 846 pour, 977 contre, 708 abstentions. Les jeunesses communistes sont aussi divisées en tendances que le Parti communiste lui-même qui ne semble pas « suivre » particulièrement ses « jeunes. ». De 1921 à 1922 aucune référence aux Jeunesses communistes ne transparaît dans les comptes-rendus du comité directeur. La direction est assurée par deux jeunes hommes : Maurice Laporte, dont le mandat est renouvelé, et Gabriel Péri. Le 22 juin 1922, celui-ci assiste à la séance du Comité directeur du PC. Maurice Honel est renouvelé à la direction de l'Avant-Garde.

### Contre l'occupation de la Ruhr, pour des cellules d'usines: 1923, la montée de Jacques Doriot
Ce qui pourrait être nommé un groupuscule entame à partir de 1923 une sortie de l'anonymat à la suite de campagnes vigoureuses contre l'envoi de soldats français dans la Ruhr. Le 3 décembre 1923 le comité directeur du Parti communiste apporte son soutien public au manifeste des Jeunes communistes affirmant leur solidarité aux ouvriers allemands. Depuis l'hiver 1922 Gabriel Péri est emprisonné et c'est sous sa présidence d'honneur que se tient les 20 et 21 mai 1923 à la mairie de Villeurbanne le 3e congrès de la Fédération des Jeunesses communistes. Le 20 mai en une de L'Humanité le journal accuse : de l'illégalité au crime : (On) veut assassiner Hoellein (député allemand) et Péri, dont la photo figure également en première page. Maurice Laporte qui est allé aussi en Allemagne prôner la fraternisation a été également emprisonné le 26 mars 1923. Mais il démissionne de ses fonctions et est libéré en avril 1923. Nombreux ont été les militants arrêtés lors des actions antimilitaristes. Parmi les jeunes Henri Lozeray, Camille Fégy, Waldeck L'Huillier, au total 120 années de prison pleuvent sur les militants Mais l'un d'eux actif en France et en Allemagne, délégué à Moscou, est passé au travers des mailles des filets policiers. Il écrit sous le pseudonyme de « Guilleau », est bon orateur et est adoubé par l'Internationale des Jeunes. De plus, mobilisé en 1917, il a fait la guerre au front et non dans les usines d'armements. Le 3e congrès des JC approuve le rapport de la direction sortante par 5 893 mandats contre 350. La Jeunesse communiste a regagné des adhérents. Parmi les délégués, on note l'intervention d'un jeune syndicaliste de Troyes où, après nombre de petits métiers, il est employé dans l'alimentation : Raymond Guyot, âgé de 21 ans. Le Congrès félicite Maurice Laporte, pour ses trois années à la direction du mouvement et élit Doriot secrétaire général de la Fédération des Jeunesses communistes. Il a 25 ans. Mais la police le rattrape et il est emprisonné du 6 décembre 1923 au 9 mai 1924. Quand il est libéré c'est en tant que député de la Seine Seine qu'il double ses fonctions à la Jeunesse communiste.

### 25 - 28 décembre 1924, Paris:4eCongrès des Jeunesses communistes
Réunies salle de l'Égalitaire, dans le 18e arrondissement, les assises de la Fédération des Jeunesses communistes ont peu à voir avec celles tenues au même lieu trois années plus tôt. Après l'opposition à l'intervention militaire dans la Ruhr, Parti communiste et Jeunesses communistes interviennent contre les guerres au Maroc (guerre du Rif) et en Syrie. Le congrès se tient dans l'euphorie des conquêtes communistes aux législatives de mai 1924. Doriot a été élu, mais aussi le symbole des luttes antimilitaristes de la fin de la guerre de 1914-1918, André Marty l'emporte en Seine-et-Oise. Les brochures qu'il consacre aux « pages glorieuses » de la Révolte de la Mer Noire sont éditées par L'Avant-Garde. Les adhérents des Jeunesses dans le seul département de la Seine seraient au nombre de 4000 et envoient 100 délégués au congrès national. Le 25 décembre, l'éditorial de L'Humanité est signé par Jacques Doriot : Le Congrès de la Jeunesse. Les rapports donnent le ton les thèmes traités et une nouvelle promotion de militants.
- Situation politique (Jacques Doriot) 26 ans, fils d'un artisan forgeron de l'Oise, il habite Saint-Denis depuis 1915, métallurgiste.
- Antimilitarisme (François Chasseigne) 22 ans, originaire de l'Indre, étudiant, surveillant d'internat, chômeur.
- Luttes économiques (Henri Barbé) 22 ans, né à Paris, ouvrier à Saint-Denis où il a adhéré à la JS en 1917.
- Cellules d'usines (André Ferrat) 22 ans, né en Saône-et-Loire, étudiant puis ingénieur, militant à Lyon puis à Paris.
- Questions paysannes (Jacques Doriot).
- La Jeunesse communiste et la FST (Fédération sportive du travail). Ce dernier point semble absolument nouveau pour la JC[28].

### Fin 1924-années 1925-1926
L'intervention française dans le bassin de la Ruhr avait heurté la fibre antimilitariste des Jeunes communistes. En cela l'hervéïsme d'avant 1914 retrouvait ses racines. Tout autres furent les mobilisations des Jeunes communistes contre la guerre du Rif, puis le combat anti colonial, qui devient à partir de 1925 et demeure jusqu'à la guerre d'Algérie un axe majeur des luttes des jeunes. L'intervention dans les casernes, la répression sans merci des autorités militaires, le soutien logistique de l'Internationale des Jeunes se traduit par un militantisme non dénué de risques (amendes, emprisonnements) et dont le récit émaille la geste de la jeunesse. Ainsi Waldeck Rochet vit un épisode de la sorte. Cette communauté de combats explique peut-être un esprit « jeune communiste » et son instrumentalisation par les dirigeants de la Troisième Internationale pour « bolchéviser » le Parti.
Le 5e congrès de la Fédération des Jeunesses communistes, tenu du 15 au 18 août 1926 à Saint-Denis, occupe la première page de L'Humanité. Comme au congrès précédent les photos sortent du rang les chefs, Jacques Doriot, Henri Barbé, André Ferrat. Deux dessins appuient en première page le congrès et singulièrement Jacques Doriot. Mais aucune donnée chiffrée ne vient s'adjoindre aux discours généraux. Hormis le nombre de 200 congressistes réunis au 120 avenue du Président Wilson.
- « Cette jeunesse studieuse et active, courageuse et dévouée constituera demain les cadres d'un parti communiste de plus en plus aguerris éminemment aptes à remplir sa mission historique. » écrit le journaliste.

Signe des temps, c'est à la quasi-unanimité que les rapports sont votés. Après le délégué de l'Internationale communiste c'est Gaston Monmousseau, le numéro 1 de la CGTU qui intervient. Quant à Jacques Doriot, c'est le plus beau joyau d'un mouvement révolutionnaire de notre pays, qui est nommé membre d'honneur de la JC. Henri Barbé de Saint-Denis lui aussi, lui avait succédé avant le congrès et est confirmé.

### 1927-1931: du «gauchisme» au recentrage revendicatif
La jeunesse est un état transitoire. Tandis que les anciens dirigeants de la Jeunesse communiste vont se retrouver instrumentés au centre d'un conflit à la Direction du Parti communiste français, une nouvelle génération prend les rênes du mouvement. Raymond Guyot, Ambroise Croizat, Victor Michaut font reprendre pieds sur terre à la JC qui n'en n'oublie pas le soutien aux peuples coloniaux. La lecture de la presse publiée par la Fédération des Jeunesses communistes, le compte-rendu du 6e congrès qui a lieu du 6 au 11 octobre 1929 dans la salle Babeuf de la Coopérative La Bellevilloise manquent pour le moins de clarté, de chiffres et d'explications. Le seul nombre qui surnage est celui de la diffusion hebdomadaire de Avant-Garde : 14 000 pour toute la France. Chaque intervenant s'accusant d'insuffisances, celles-ci sont la traduction de la non prise en compte par l'organisation « des problèmes des jeunes ouvriers et paysans ». Quant aux dirigeants élus, le seul nom qui apparaisse réellement est celui d'un militant originaire de Paris, Victor Michaut, qui a juste 20 ans. Il en est différemment de François Billoux secrétaire général de la JC en 1928 et surtout de Raymond Guyot, puisqu'en 1946, âgé de 43 ans, il était encore le numéro Un de la Fédération des Jeunesses communistes. Pour lors en 1927, il est difficile de savoir quand le métallurgiste Henri Barbé quitte le secrétariat général des Jeunesses communistes. Trois phénomènes constituent la toile de fond du fonctionnement de la direction.
- Henri Barbé doit accomplir plusieurs peines auxquelles la justice l'a condamné pour son action « antimilitariste ». Elles ont lieu en 1927 où il passe plus de temps embastillé qu'en liberté. Il dirige donc sans diriger normalement.
- Quand il est libre, Barbé se trouve propulsé au Bureau politique du Parti communiste français, où la direction de la Troisième Internationale cherche à installer une direction, de préférence ouvrière, qui soit apte à suivre les sinuosités des responsables soviétiques. Or depuis 1921 aucun des candidats possibles n'a réussi l'exercice. L'Internationale pense qu'en « jouant » la carte des « Jeunes », elle va disposer d'hommes plus malléables[33]...
- Et ce qui complique les choses vient des résultats désastreux du PCF : perte de la moitié d'élus, conflits de tendances et de personnes. Les jeunes gens de 25 ans environ embarqués dans ces affaires ne survivent politiquement pas longtemps à ce méli-mélo que leurs camarades vont appeler « Groupe » « Barbé-Célor ».

### De congrès en congrès, deBillouxàGuyot
En octobre 1929 le sixième Congrès de la JC, interdit à Ivry, a lieu à la coopérative La Bellevilloise. Le secrétaire général François Billoux est bien là, critique et autocritiqué, mais sous le pseudonyme de Faudet. Passent trois années, Faudet disparait de la direction pour être remplacé lors du septième congrès, tenu en juin 1932 dans la petite ville rouge de Montigny-en-Gohelle. La situation semble inchangée et si le dirigeant national est l'Auxerrois Raymond Guyot, un autre « bouc émissaire » est chargé d'« avaler les couleuvres » des faiblesses de la JC. Nommé Georges Charrière, il reste une année en fonctions. Puis un Congrès extraordinaire, en février 1934, à Ivry, procède à un renouvellement directionnel. 1934, année charnière dans l'histoire française. Ce sont fréquemment les mêmes jeunes hommes et femmes de la période antérieure qui dès 1935 constituent une équipe qui en 1936 se réunit pour le huitième Congrès de la Fédération des Jeunesses communistes. Des hommes critiqués pour des vétilles deviennent militants de masse d'organisations efficaces, tels Pierre Rigaud, secrétaire de Maurice Thorez, Auguste Delaune, dirigeant de la FSGT, Gaston Coquel, leader du PCF à Arras.  
De 95 délégués en 1932, les délégués sont 442 à Marseille en mars 1936. de moins de 10 000 militants vers 1929, La Fédération des JC, ils seraient 30 000 en 1936.

### Juin 1932 - février 1934: les dirigeants de la Fédération des Jeunesses communistes de France
- secrétaire national : Georges Charrière, né en février 1908, à Paris; puis 1933 Raymond Guyot
- Secrétariat et bureaux[36] : élus à Montigny-en-Gohelle : 1932 des parisiens et banlieusards ?
  - Victor Michaut né en 1909 à Paris, déporté à Dachau
  - Jean Perrault, né en novembre 1905, à Issy-les-Moulineaux, de Paris-ville.
  - Pierre Rigaud, responsable de Avant-garde, (né en novembre 1910, à Paris, fusillé le 7 mars 1942)
  - Marcel Lebas, Paris-nord, né en mars 1909 à Saint-Ouen
  - Paul Radiguet, né en avril 1906 à Saint-Maur-des-Fossés
  - Georges Beunon, né en février 1909, à Colombes, mort en déportation en 1945.

- élus à Ivry en 1934 : des provinciaux ?
  - Danielle Casanova
  - Jeannette Vermeersch
  - Auguste Delaune
  - Gaston Coquel
  - Marcel Lucciani
  - Maurice Choury
  - Georges Ternet

## 1936 - 1945: du Front populaire à la Libération

### Le front populaire
Lorsque se réunit à l'Alcazar de Marseille du 18 au 20 mars 1936 le VIIIe Congrès de la Fédération des Jeunesses communistes de France (et des colonies), c'est une organisation de masse qui se rassemble. Les comptes-rendus du journaliste Fernand Fontenay dans L'Humanité transcrivent des débats nombreux, des salutations chaleureuses de personnalités du monde des intellectuels, des assistants enthousiastes. Il note la présence d'un représentant des Jeunes socialistes, Bernard Chochoy, et d'un représentant des démocrates populaires, le jeune avocat Robert Lecourt. Le congrès est suivi pour la Direction du Parti communiste français par Jacques Duclos.
Jacques Varin, permet de dresser une sorte d'état des lieux de la « JC » : 
- juin 1926 : 12 000 adhérents
- juin 1931 : 4 000 adhérents
- mars 1934 : 4 198 adhérents
- fin 1934 : 7 000 adhérents
- début 1935 : 12 430 adhérents
- juillet 1935 : 23 000 adhérents
- début 1936 : 31 000 adhérents
- 25 mai 1936 : 38 183 adhérents
- août 1936 : 80 000 adhérents alors que l'objectif fixé par Jaques Duclos à Marseille était de 50 000....
- fin 1936 : 100 000 peut-être.

### Mars 1936: la Direction nationale de la Fédération de la Jeunesse communiste de France élue auVIIIeCongrès (Marseille)
- Secrétariat national[40]
  - Raymond Guyot, secrétaire général, 33 ans.
  - Victor Michaut, secrétaire 26 ans
  - Léonce Granjon, secrétaire, 32 ans, cheminot
  - Raymond Latarget, secrétaire, 25 ans
  - Albert Ouzoulias (Jeunes paysans), 21 ans.
  - Albert Aimé, (étudiants) 27 ans
  - Jean Chaumeil, secrétaire administratif, 26 ans, agent municipal
  - Danielle Casanova, (jeunes filles), 36 ans.
- Bureau national
  - Maurice Ancelle, 28 ans
  - Pierre Pagès (Cailloux), 22 ans
  - Pierre Goix, 21 ans, postier
  - Albert Lafon, 27 ans
  - Georges Poupon, 25 ans.
- Rédaction en chef de l'Avant-Garde
  - Maurice Choury (Léchaux), 24 ans

Toutes les organisations du Front populaire sont concernées par l'afflux des nouveaux membres; la Fédération des Jeunesses communistes, qui organise les jeunes dans les grèves de juin 1936 puis dans des campements de vacances pour les congés payés (les jeunes travaillent dès 14-15 ans et bénéficient des Lois sociales du Front populaire), qui participe aux Auberges de Jeunesse, aux activités sportives de la FSGT et aux fêtes des nombreuses municipalités communistes et socialistes élues aux élections municipales de 1935 se situe dans la dynamique de 1936-1937. Le refus des Jeux olympiques nazis de 1936 puis la mobilisation des jeunes pour le soutien à l'Espagne républicaine mobilisent de nombreux jeunes qu'encadrent des militants de valeur. Toute une génération que les activités de la Résistance (et l'inexpérience de formes de luttes inédites par des jeunes non spécialistes des armes et des explosifs), la répression féroce et terriblement efficace des polices françaises et allemandes contre des militants « de masse », des groupes de « copains » peu préparés à la clandestinité, va bientôt être décimée par massacres, déportations, fusillades.

### L'Union des jeunes filles de France (UJFF)
Auparavant, le 26 décembre 1936, est créée l'Union des Jeunes filles de France (UJFF), dirigée par une jeune femme de 27 ans, Danielle Perini-Casanova, d'origine corse, aidée de jeunes filles ou femmes telles Charlotte Delbo, 23 ans, originaire de la banlieue sud de Paris, présidente du 1er Congrès, Claudine Chomat-Michaut, 22 ans, originaire de Saint-Étienne, Jeannette Vermeersch, 26 ans, originaire de Lille. Conçue pour organiser les jeunes filles communistes, en un temps où la division de la société par sexe se fait dès l'école, et se poursuit dans les entreprises, l'UJFF permet la politisation d'une partie de la jeunesse féminine (qui jusqu'à 1945 ne bénéficie pas du suffrage demi universel de la Troisième République.). Elle contourne également le poids des mentalités (en l'occurrence ici celles des parents) que la mixité d'une organisation, soit-elle communiste, peut effrayer. Le premier congrès de l'Union des jeunes filles de France rassemble 600 déléguées, dont le tiers représente des groupes de province. Un journal est publié Jeunes filles de France, auquel collabore sous des pseudonymes divers Henriette Alphen Nizan, jeune journaliste de 30 ans. À partir de 1938, une autre militante de l'UJFF, (elle a adhéré aux JC en 1934) s'investit dans l'organisation des jeunes femmes. Photographe âgée de 26 ans, elle se nomme Marie-Claude Vogel Vaillant-Couturier. Le congrès est salué par deux vétéranes du journalisme, Simone Téry et Andrée Viollis
- Danielle Casanova (Danielle Perini), est élue secrétaire générale lors du 1er Congrès de l'UJFF[45]. Elle déclare dans son rapport politique :
Il n'est désormais plus possible à la femme de se désintéresser des problèmes politiques, économiques et sociaux que notre époque pose avec tant de force...La conquête du bonheur est pour la femme liée à son libre épanouissement dans la société, cet épanouissement est une condition du développement du progrès social.[46].

### L'Union des jeunesses agricoles de France
En novembre 1937, une troisième organisation de la Fédération des Jeunes communistes est créée pour s'adresser spécialement aux jeunes paysans et plus largement aux jeunes travailleurs ruraux. Elle rassemblerait entre 9 000 et 12 000 adhérents sous le secrétariat d'Albert Ouzoulias, originaire du département de l'Ain. Selon le témoignage d'un de ses secrétaires, Léo Figuères, cette création vient trop tard dans le processus de délitement progressif du Front populaire. Mais nombre de jeunes ruraux y trouvent après 1943 une structure de maquis naissants. Puis à partir de 1945 et jusqu'en 1958 plusieurs anciens dirigeants de l'UJAF (rebaptisée UJARF) deviennent des députés ou dirigeants communistes aptes à la défense revendicative du monde des campagnes

### L'Union des étudiants communistes
Créée en avril 1939, cette quatrième composante de la Fédération des Jeunesses communistes permet la « couverture politique » de l'ensemble des secteurs sociaux de la jeunesse française. Voir l'article qui lui est consacré.

### De la guerre d'Espagne
La guerre civile espagnole commence en juillet 1936. Elle déborde le cadre strictement espagnol du fait de l'aide matérielle massive des dictatures allemande et italienne. Mais dès les débuts du conflit de nombreux européens antifascistes viennent spontanément en Espagne Cette forme de solidarité est mieux connues depuis les études de l'historien Rémi Skoutleski. Cependant les classifications de l'historien ignorent le différentiel entre PCF et Jeunesses communistes. Le tableau qu'il dresse des volontaires selon l'âge fait apparaître 27,4 % de moins de 26 ans. Même si tous les volontaires ne sont pas « encartés », certaines notations laissent à penser de nombreux membres de la JC sont partis en Espagne. Le cas de Pierre Georges (futur Colonel Fabien) est connu et témoigne . Né le 21 janvier 1919 il est en octobre 1936 en Espagne: il a dix-sept ans. J. Varin note que 9 membres du Comité national de la JC (un organisme de 60/70 militants) sont envoyés en Espagne. Peut-être sont-ils Plus. Ils ont nom :
- Fernand Haudecoeur, 26 ans, Élie Duguet, 24 ans, Karl Escure, 23 ans, Henri Hacké, 24 ans, Paul Richard, 25 ans, Marcel Clouet, 25 ans, Albert Lafon, 27 ans, Louis Perrault, 27 ans (qui y est tué en avril 1938), Jean Hemmen, 26 ans. On arrive à 12 en ajoutant Marcel Pimpaud, 24 ans, Lucien Nédélec, 27 ans, Sulpice Dewez, 32 ans. Leur âge donné ici est celui qu'ils ont en 1936[53]
Bien que moins nombreuses plusieurs militantes, jeunes (JC puis UJFF ou PCF ?) partent en Espagne. Des noms, ici aussi laissent mémoire parmi les anonymes :
- Lise Ricol London[54] est âgée de 20 ans en 1937. Elle est membre des « JC » depuis l'âge de 14 ans.
- Juliette Ténine, affectée au service médical des Brigades internationales a 21 ans en 1937[55].
- On peut évoquer aussi une jeune militante, photographe de son métier, publiant dans l'hebdomadaire du Parti communiste français Regards et le quotidien Ce soir. Elle a 27 ans quand le 25 juin 1937 Gerda Taro est tuée vers Madrid[56]
De plus la guerre d'Espagne est cause de manifestations, d'actions de solidarités matérielles multiformes. Pour exemple, on va citer « la Journée du lait pour les bébés d'Espagne », organisée par les jeunes de l'UJFF le 14 novembre 1937, popularisée par un dessin de l'illustrateur antifasciste allemand Max Lingner.

### 11 juillet 1937, Paris, stade Buffalo: «Union de la jeunesse de France!»
En ouverture du 9e Congrès de la Fédération des Jeunesses communistes, l'organisation organise un meeting. Sont-ils 50 000 ? comme le titre le journal du lendemain ? Les deux orateurs, secrétaires de la Fédération, Léonce Granjon et Raymond Guyot, ont un coéquipier de poids, rien moins que le secrétaire général du parti, Maurice Thorez. Le congrès s'ouvre le 12 juillet au Palais de la Mutualité de Paris. 3 000 délégués y représentent 100 000 membres, dont 17 000 jeunes filles, 320 groupes de paysans. Là c'est Jacques Duclos qui officie. Parmi les responsables des organisations étrangères celui de la Jeunesse socialiste unifiée d'Espagne retient l'attention : Santiago Carrillo. « Des avions pour l'Espagne ! Levée du blocus ! » scande l'assemblée. Une autre intervention soulève les congressistes le 12 juillet . C'est le discours du représentant des  Jeunesses communistes d'Algérie. Le délégué se nomme Ben Amar. Il dit « les déceptions suite aux grandes espérances du Front populaire » et aux lenteurs de « certains complices fonctionnaires qui encouragent les fascistes d'Algérie » :
Nous sommes venus ici dans le but  d'unir la jeune France et la jeune Algérie et pour faire connaître au peuple français la situation du peuple algérien. Les algériens ne sont pas citoyens français et pourtant nos pères et nos frères ont servi la France leur sang a coulé auprès des français. (...)  Cependant la jeunesse algérienne a le droit à la vie et aux plaisirs. (...) 
« La salle croule sous les applaudissements. L'Internationale retentit », note le journaliste de L'Humanité
Le Bureau national de la Fédération des jeunesses communistes est élu en fin de congrès. Les mêmes noms qu'en 1936 (cf. « annexes ») apparaissent avec quelques modifications.
- Danielle Perini Casanova est citée en premier. Cela montre la place éminente qu'elle tient dans l'organisation
- Suit Raymond Guyot, dénommé « président ». C'est le « relais » en France de l'Internationale communiste des jeunes.
- Un vice-président est élu. Il s'agit de Sulpice Dewez. Né en 1904 dans le département du Nord, il est député de la circonscription de Denain depuis 1932 et avait milité à la « JC » du Nord de 1924 à 1928. il effectue de nombreuses missions en Espagne[59].
- Les secrétaires viennent ensuite :
  - Léonce Granjon, Raymond Latarget, Paul Richard, Victor Michaut, Jeannette Vermeersch.  Un nouveau secrétaire encore est élu, Léo Figuères. Il rentre de quelques mois de « formation » à Moscou, est originaire des Pyrénées-Orientales et est âgé de 19 ans. Dans un livre écrit trente ans plus tard, Jeunesse militante, il livre son témoignage sur la période.

### Du 8 au 10 avril 1939 (10eCongrès des JC tenu àIssy-les-Moulineaux) à l'automne  1940
Les républicains espagnols sont en déroute. Le gouvernement issu du Front populaire accueille les réfugiés dans des camps où il les concentre dans la misère. Le 15 mars 1939, les troupes hitlériennes entrent à Prague. S'ouvre une période où la politique intérieure française est encore controversée. La politique menée par les communistes ne l'est pas moins. Nombre d'historiens distribuent les bons et les mauvais points, procureurs et policiers agissent en bureaucrates « normaux » et zélés. Les témoignages sont contradictoires. Quelques points surnagent les uns et  les autres peu lisibles : 
- La Fédération des Jeunesses communistes de France est dissoute le 26 septembre 1939, comme le PCF alors que la Mobilisation  déclarée le 3 septembre n'a pas donné lieu à désertions. Seul[60] Maurice Thorez quitte l'armée. Avant-garde est interdite de parution dès août 1939
- d'octobre 1939 à mai 1940, étrangers, juifs sans papiers et communistes mobilisent contre eux les services répressifs plus que d'éventuels agents hitlériens.
- Malgré des combats de défense très  vifs et meurtriers l'armée française où les communistes combattent comme leurs collègues, est en déroute en juin 1940.
- Des tractations ont lieu entre quelques dirigeants du PCF et l'occupant, alors que le gouvernement français tient sous les verrous et suspend tous les élus communistes qui n'ont pas abjuré leurs idées. Le but : desserrer l'étau de la répression en particulier l'interdiction  de publier la presse (juin-juillet 1940). Les résultats : confusion pour le petit nombre d'acteurs engagés[61].
- Le 10 juillet 1940, un maréchal ultra réactionnaire obtient d'une très large majorité le pouvoir de liquider la République de la part d'un Parlement d'où ont été exclus la majorité des élus du PCF.

### La Résistance de la jeunesse communiste
En 1968, les Éditions sociales font paraître un livre au titre intrigant, Les bataillons de la jeunesse. Son sous-titre montre le caractère fragmentaire de l'œuvre rédigée par Albert Ouzoulias : le colonel Fabien et d'autres jeunes dans la Résistance dans les maquis et l'insurrection parisienne. L'auteur ancien dirigeant des Jeunesses communistes n'est pas historien de métier. Son diplôme de « Colonel André » il l'a acquis entre 1940 et 1944, avec, dit-il, ses premiers camarades, la plupart fusillés en 1941 et 1942 En page 1, la photo de deux jeunes parisiens Henri Gautherot et Samuel Tyszelman, fusillés par les Allemands le 19 août 1941 dans les Bois de Robinson. Le premier, né à Paris, est âgé de 21 ans. Après sa démobilisation en 1940, il a repris son travail de tourneur sur métaux. il est secrétaire du cercle clandestin de la Jeunesse Communiste de Gentilly. Le second né en 1921 en Pologne, naturalisé en 1940, d'origine juive, a repris le métier de chapelier de son père et milite aux Jeunesses communistes du Xe arrondissement parisien. Depuis juillet ils ont participé à deux manifestation sur les Boulevards parisiens où on chante La Marseillaise. Outre que ces deux jeunes sont connus de toute un réseau de jeunes communistes avides d'action, leur arrestation et leur exécution montre aux responsables des  Jeunesses Communistes que la connaissance de Paris et de la course à pied ne suffisent pas face aux soldats allemands et à la police française.
Cette conjoncture rejoint la problématique de la lutte armée que se pose en ces mêmes moments la direction du PCF. Deux jeunes communistes sont prêts à une action exemplaire. Tous deux sont parisiens, nés en 1919 tous deux connaissent le maniement d'une arme: Gilbert Brustlein a suivi l'école des officiers de réserve. Pierre Georges a été des Brigades internationales. Le 21 août 1941, à la station de métro Barbès, ils participent au premier attentat parisien contre un officier allemand.

### Les jeunesses communistes et la répression
La réaction des occupants allemands à la montée en lutte des organisations communistes va se manifester, en particulier par une pratique d'exécution d'otages que leur fournit la police « française » dont l'anticommunisme, pratiqué avec constance depuis l'automne 1939, se nourrit d'arrestations en nombres depuis le début de l'occupation, et est systématisé, pour « menées anti-allemandes », dès octobre 1940, tant au sein du Parti communiste que parmi les Jeunesses communistes. Parmi les jeunes, la Manifestation du 11 novembre 1940 et la répression minutieuse, qui la suit fait emprisonner plusieurs futurs otages. Ainsi lorsque le 22 octobre 1941 les Allemands fusillent à Châteaubriant, sous-préfecture de Loire-Atlantique, où un camp français de prisonniers alimente l'occupant de 27 détenus qu'ils massacrent, 7 des 27 fusillés ont moins de 30 ans et sont membres de la Jeunesse et des étudiants communistes. Le plus jeune d'entre eux est âgé de 17 ans le plus « vieux » des sept est certes dirigeant syndicaliste, mais il est aussi membre du Comité national de la Fédération des jeunesses communistes de France. Les citer ici n'est pas les disjoindre des vingt autres fusillés, mais souligner ce fait, peu relevé par les historiens.
Les jeunes de la Jeunesse Communiste  fusillés le 22 octobre 1941 à Châteaubriant :
- 17 ans, Guy Môquet, lycéen à Paris, né en avril 1924 à Paris 18e, animateur de la JC de Paris XVIIe, arrêté le 13 octobre 1940, dont le père est député de Paris (et en prison)[68]
- 19 ans, Charles Delavacquerie, ouvrier imprimeur à Montreuil, où il anime la JC, né début 1922 au Quesnoy, arrêté fin 1940.
- 19 ans, Émile David, mécanicien dentiste, né en juillet 1922 à Nantes, trésorier régional des Jeunesses communistes, arrêté le 17 février 1941.
- 21 ans, Maximilien Bastard, ouvrier chaudronnier, né en novembre 1920 en Maine-et-Loire, membre de la JC de Nantes, arrêté le 29 décembre 1940.
- 21 ans, Claude Lalet, étudiant à Paris, né en février 1920 à Montmorency, secrétaire en 1937 des étudiants communistes de Paris (avec Olivier Souef), arrêté le 20 novembre 1940.
- 29 ans, Huỳnh Khương An, étudiant agrégatif à Paris, professeur stagiaire à Versailles, né à Saïgon en avril 1912, secrétaire des étudiants communistes de Lyon en 1936, arrêté le 18 juin 1941.
- 30 ans, Jean Poulmarc'h, secrétaire de la fédération CGT des Industries chimiques, né en décembre 1920 à Paris XIVe, membre du CN des Jeunesses communistes depuis 1936, arrêté le 5 octobre 1940[69].

Il ne s'agit pas ici de relater la suite, ni des faits, ni les polémiques. Albert Ouzoulias, a le mérite de lancer dès après mai 1968 les recherches sur la Résistance armée des jeunes des Bataillons de la jeunesse. D'autres témoins devenus  historiens n'ont depuis cessé de lutter contre l'oubli et contre  les Dénis de mémoire La résistance des étudiants communistes est abordée dans l'article  consacré à l'Union des étudiants communistes de France. Les Bataillons de la jeunesse sont surtout une organisation de la Zone Nord.
Le 18 juin 1942, le « triangle de la Direction » clandestine de la Jeunesse communiste de la zone nord est arrêté : Camille Baynac, Jean Compagnon et René Despouy sont aux mains des Brigades spéciales de la police. Tous sont fusillés  le 11 août 1942 comme « otages ». Près de quarante ans après le « mémorial » dressé par l'ancien responsable militaire des Bataillons de la jeunesse, deux historiens reprennent l'épisode automne 1941-été 1942 en dépouillant les Archives de la police française. Le professionnalisme de celle-ci dans la traque des jeunes communistes, considérés comme des « terroristes », est mis en lumière et l'anti communisme qui anime ces « fonctionnaires » (beaucoup sont volontaires pour les brigades spéciales) est du même ordre que l'anti judaïsme de  ceux qui organisent la déportation des juifs. Tout comme sont soulignés  la générosité et le courage des jeunesses communistes (et de tous les clandestins du Parti communiste français qui sont décimés au printemps 1942). Pas bien nombreux, mal équipés, pas préparés aux règles de la clandestinité (le front populaire est si près !), on peut noter que la mort glorieuse qui leur est infligée par l'occupant allemand pour lequel travaille la police « française », ne les a fait que peu sortir de l'ombre depuis plus d'un demi-siècle.

### La Jeunesse communiste en zone sud
À partir de 1940, le responsable en Zone sud de la Jeunesse communiste est un des membres du secrétariat national, Victor Joannès À Marseille, à Toulouse et enfin à Lyon, Joannès a pour adjoints Paul Casteur, un ancien ouvrier tulliste du Pas-de-Calais. Léo Figuères remplace Victor Joannès en mai 1941. Mais ce n'est qu'en septembre 1941 qu'il se rend en zone nord... À comparer les propos d'Ouzoulias et de Figuères, dont les témoignages sont livrés dans la même période 1968-1969, il semble que fin 1941-début 1942, deux lignes politiques différencient ou se juxtaposent dans les deux zones créées par les Allemands. Au nord les Bataillons de la jeunesse, forts de militants parisiens et banlieusards nombreux mais aux prises avec une police française spécialisée dans l'anticommunisme et entièrement à la solde de l'occupant allemand, s'impliquent et se sacrifient pour impulser des actions armées. De plus la politique allemande de fusiller les otages fait un nombre énorme de victimes en 1942. Au sud, (), après une période d'arrestations massives (Paul Courtieu, Jean Burles, Jean Rieu) « nous obtenions une stabilité remarquable des responsables. » Parmi ceux-ci, Figuères cite des victimes nombreuses mais aussi plusieurs noms de militants qui arrivent vivants à l'été 1944
 Les dirigeants nationaux des deux zones tombent des deux côtés : les instituteurs Germinal Martel, du Nord, Robert Giudicelli, le dijonnais Lucien Dorland, Paul Casteur, et bien d'autres dont rend compte la liste qui suit ce chapitre. Selon son témoignage Léo Figuères est dirigeant de la Jeunesse communiste dans cette zone, dans un « triangle de direction » comprenant Paul Casteur et Maurice Berlemont. Ils étaient assistés par des camarades spécialisés, citant l'ouvrier lyonnais Jean Gaillard, 26 ans en 1943, Adrien Baron, responsable des contacts avec le front patriotique des jeunes.
 Quant au dirigeant théorique de la fédération des jeunesses communistes son parcours est compliqué : Raymond Guyot, élu député en 1937, mobilisé et siégeant à la Chambre jusqu'en janvier 1940, déserteur pour « éviter d'être arrêté », parachuté en France début 1942, il devient un des dirigeants du PC de la zone sud et n'est plus, de fait, dirigeant des Jeunes. C'est en zone sud que des contacts sont pris dès 1942 avec la JOC et qu'en 1943 est créé le Front patriotique de la Jeunesse, dirigé par Guy de Boysson. Il a 25 ans, est fils de la bourgeoisie des chemins de fer et, lieutenant en 1940 a obtenu la croix de guerre En 1944, malgré la répression, les maquis alimentés par une jeunesse déferlante permettent au général de Gaulle de parler et d'être entendu comme le représentant d'une France où les communistes appuient sa politique nationale et la nécessaire remise en route économique qui crédibilise le discours national.

### La Libération: confisquée aux jeunes?
À l'Assemblée consultative provisoire, de septembre 1944 à octobre 1945, la Fédération des jeunesses communistes de France n'est pas présente en tant que telle. Six députés de la Jeunesse sont présents mais leur groupe se nomme Forces unies de la jeunesse patriotique. Ils ont nom :
- Guy de Boysson
- Léo Figuères
- Pierre Gautier
- René Laurin
- Jean Pronteau
- René Thuillier

La Commission de la Jeunesse et des sports compte 36 membres en novembre 1944. Son président André Colin est un jeune démocrate-chrétien de 34 ans, d'origine bretonne, ancien Président de la Jeunesse catholique française.
Les communistes occupent les strapontins. Les deux vice-présidents sont Guy de Boysson, 26 ans, et le professeur corse Arthur Giovoni, 35 ans. Les secrétaires communistes occupent les sous-strapontins : Jean Pronteau, 24 ans, un des libérateurs de Paris, et René Thuillier, le seul ancien « JC ». Il est rejoint en juin 1945 par 
- André Leroy, de retour de déportation, qui avait été élu secrétaire national en 1939.

D'après les chiffres officiels livrés au  Xe congrès national du PCF 1945, les effectifs de la Fédération des Jeunesses communistes, sont les suivants :
- avril 1939 : 51 000 membres
- février 1945 : 121 257 adhérents
- avril 1945 : 150 000 adhérents
- L'union  des jeunes filles de France (UJFF) compterait 64 700 adhérentes.
- en juin 1945, la nouvelle UJRF aurait 188 000 membres.

Pourtant les jeunesses communistes disparaissent pour une période de dix années. L'ouvrage de l'historien Guillaume Quashie-Vauclin sur l'Union de la jeunesse républicaine de France peine à esquisser des explications qu'il n'est pas sûr que les responsables politiques de l'époque soient en mesure de donner et qu'ils abordent difficilement.

### Les membres du Comité national des Jeunesses communistes tombés dans les combats de la Résistance (1940-1944)
Cette liste est parue en fin  de volume du livre les Bataillons de la jeunesse. Elle semble mêler des membres du Comité national de 1939 avec d'anciens membres du Comité national de 1936. Elle a été complétée par les dates de naissance et les dates de décès et par les noms de quelques responsables nationales de l'Union des Jeunes filles de France. 
- Camille Baynac, né le 15 juillet 1915 à Fumel, fusillé le 11 août 1942 au mont Valérien
- Marcel Bertone, né le 6 octobre 1920 à Lyon, fusillé le 17 avril 1942 à Paris
- Rose Blanc, née le 24 septembre 1919 à Elne, à la direction de l'UJFF en 1939-1940, morte en déportation à Auschwitz le 15 mars 1943[81]
- Jean Calma, né le 19 mai 1915 à Paris XIIe, fusillé le 22 janvier 1942 au mont Valérien[82]
- Danielle Perini Casanova, née le 9 janvier 1909 à Ajaccio, morte en déportation à Auschwitz le 10 mai 1943
- Paul Casteur, né le 12 avril 1911 à Calais, tué par les Brigades spéciales de la police « française » le 10 juillet 1944 à Paris.
- Louis Champion, né le 17 août 1911, à Gien (Loiret), résidant à Bezons, fusillé le 19 septembre 1942 à Paris, 15e
- Marcel Clouet, né le 30 mai 1911 à Toulouse, fusillé le 16 juin 1944 à Montluc
- Jean Compagnon, né le 29 août 1919 à Soisy-sous-Étiolles, fusillé le 11 août 1942 au mont Valérien
- René Despouy, né le 9 octobre 1916 à Bergerac, fusillé le 11 août 1942 au mont Valérien
- Lucien Dorland, né le 10 décembre 1916 à Dijon, fusillé le 11 septembre 1942 au mont Valérien
- Francine Fromond, née le 2 octobre 1917 à Paris XIXe, fusillée le 5 août 1944[83]
- Colonel Fabien (Pierre Georges), né le 21 janvier 1919 à Paris XIXe, tué en Alsace le 27 décembre 1944
- André Grosselet, né le 8 février 1915 à Marseille, mort sous la torture le 11 novembre 1943 à Lille
- Robert Giudicelli, né le 14 octobre 1911 à Ventiseri (Corse), assassiné par la Milice ou la Gestapo le 14 août 1944 à Lyon
- Julien Hapiot, né en septembre 1913 à Gauchin-Légal (Pas-de-Calais), fusillé le 13 septembre 1943 à Arras
- Germinal Martel, né le 20 novembre 1921 à Waziers (Nord), fusillé le 28 mai 1943 à Biard[84]
- Marcel Pimpaud (« Dax »), né le 14 mai 1912, à Marson-sur-Barboure (Meuse), ancien coiffeur, tué en Alsace le 27 décembre 1944[85]
- Raymond Romagon, né le 11 mai 1921 aux Riceys (Aube), mort en déportation à Oranienburg en janvier 1945
- Henriette Schmidt, née le 2 octobre 1912 à Essert (Territoire-de-Belfort), morte en déportation à Auschwitz le 14 ou le 15 mars 1943[86]
- André Ancelle, né le 10 mai 1908 à Paris XIVe, fusillé le 23 octobre 1943 au mont Valérien
- Auguste Delaune, né le 26 septembre 1908 à Graville-Saint-Sauveur (Le Havre), tué par les brigades spéciales de la police « française » le 12 septembre 1943 au Mans
- Fernand Haudecœur, né le 19 mars 1910 à Reims, fusillé le 16 juillet 1942 au mont Valérien
- Jean Hemmen, né le 19 juillet 1910 à Paris Xe, fusillé le 11 août 1942 au mont Valérien
- Albert Lafon, né le 28 novembre 1909 à Paris XVe, tué au maquis le 21 juin 1944 dans l'Aube
- Jean Poulmarc'h, né le 9 décembre 1910 à Paris XIVe, fusillé le 22 octobre 1941 à Châteaubriant

## La mue de l'Union de la Jeunesse républicaine de France (1946-1956)

### La jeunesse communiste dans l'Armée nouvelle et le colonel Fabien
Les libérations des grandes villes à l'été 1944 Paris, Lyon, Marseille ne sont pas la fin de la guerre. Les maquis constitués de façon précaire en 1943-1944, sans en exagérer l'importance, ont souvent été une aide précieuse pour les Armées débarquées en Normandie en juin 1944 et en Provence en août de la même année. De nombreux dirigeants des Maquis, des FTP, sont issus des rangs de la Jeunesse communiste ou sont très jeunes. En Bretagne Roger Le Hyaric, né en 1920, est responsable régional des FTP à 24 ans. Dans la Nièvre un des dirigeants des maquis, Roland Champenier né en 1924, adhérent à la « JC » en 1937, est âgé de 20 ans lors de la Libération de Nevers. Jean-Pierre Vernant un des responsables de La Région toulousaine est âgé de 30 ans. Dans la même région, Serge Ravanel est âgé de 24 ans. À Paris et en région parisienne, Pierre Georges a 25 ans. Les responsables communistes du Comité parisien de  libération sont plus âgés mais ce sont d'anciens responsables des Jeunesses communistes : André Tollet a 31 ans, André Carrel a 23 ans. Certains des jeunes communistes parisiens dirigés par le colonel Fabien, mettent sur pied un Régiment, le 151e régiment d'infanterie, intégré dans l'Armée du général de Lattre de Tassigny. En majorité d'origine ouvrière (65 %), ils appliquent un des mots d'ordre des Jeunesses communistes : « se battre. » Quelques étudiants en font aussi partie, tel André Prenant, futur géographe, 18 ans. Jean-Pierre Vigier, 24 ans est membre de l'état-major de de Lattre. D'autres jeunes s'engagèrent, la plupart jusqu'en mai 1945. Il n'y a pas, comme en 1792, l'amalgame entre les soldats de métier et ces jeunes antifascistes. Le régiment du colonel Fabien compte au maximum 3 000 hommes (dont nombre sont plus avides d'action que des adeptes du marxisme) et son initiative est moyennement appréciée. Selon le témoignage majeur de Henri Rol-Tanguy :
« Il faut bien dire que la colonne Fabien s'est constituée dans les plus mauvaises conditions. Politiques en premier lieu (....) Les conditions matérielles étaient déplorables : pas d'équipement, pas d'intendance, pas de véhicules, quant à l'armement ils en avaient très peu.(...) Il y avait une méfiance instinctive des FTP à l'égard de l'armée d'active renforcée par le décret de dissolution des FFI (28 août 1944). »
Pour donner un ordre de grandeur, l'Armée française qui débarque en Provence, sous les ordres de De Lattre de Tassigny, formée en Afrique du nord compte plus de 400 000 hommes. Les effectifs des FFI qui sont présents en novembre 1944 dans la 1re Armée sont de 75 000 hommes, et au total plus de 130 000 hommes rejoignent de Lattre volontairement. Parmi eux, sans distinction, des jeunes, communistes ou non. Hormis l'initiative de Fabien, il n'y a pas d'unités combattantes constituées par la Jeunesse communiste.

### 1945-1946: débats ou transformation «guidée»
La première réunion du Comité national des Jeunesses communistes se tient les 19-20  octobre 1944.
130 délégués représentent 58 départements  libérés. La Direction de la Jeunesse communiste, décimée, est à la tribune :
- Raymond Latarget
- Léo Figuères
- René Thuillier
- Robert Mension, responsable national de la FSGT
- Pierre Kast, secrétaire de l'Union des étudiants communistes
- Henri Kesteman, rédacteur en chef d'Avant-garde

Albert Ouzoulias, colonel FFI suit les débats. Mais le discours principal revient à André Marty, certes rendu légendaire, mais qui entre plutôt dans le peloton âgé des jeunes avec ses 58 ans.

### 30 mars - 2 avril 1945 (Paris, La Mutualité): Secrétariat et bureau national de la Fédération des Jeunesses communistes de France avant le11econgrès. Les sortants sortis, et les réélus ou élus
- Secrétaire général : Raymond Guyot[94], est réélu. Il annonce au cours du congrès un changement majeur[95] : De la Fédération des Jeunesses communistes à l'Union de la Jeunesse républicaine de France[96].
- secrétariat :
  - Léo Figuères, 28 ans, réélu
  - René Thuillier, 33 ans, réélu
  - René Roucaute, 25 ans, réélu
  - André Merlot, 24 ans, élu
  - Josette Cothias, 26 ans, réélue
  - Henri Kesteman, 25 ans, rédacteur en chef de l'Avant-Garde, réélu.
  - André Leroy, 32 ans, arrêté en mai 1942, déporté à Buchenwald, est de retour en France fin avril 1945. Il reprend ses fonctions à la Direction des Jeunesses communistes, mais celles-ci changent de nom au cours du Congrès et se nomment UJRF.
- bureau : 
  - André Tarelli, 25 ans
  - Daniel Trellu, 26 ans
  - Colette Jobard, 28 ans, de l'Union des jeunes filles de France
  - Louis Geay, 25 ans, du secteur De la jeunesse agricole et rurale
  - Pierre Kast, 25 ans, secrétaire national de l'Union des étudiants communistes
- Ceux qui quittent la direction 
  - Robert Mension, 40 ans
  - Maurice Berlemont, 31 ans
  - Raymond Latarget, 34 ans
  - Jeannette Vermeersch 36 ans
  - Claudine Chomat, 31 ans
  - André Tourné, 30 ans
  - Albert Ouzoulias, 30 ans

L'historien Quashie-Vauclin situe la transformation de la Fédération des Jeunesses communistes de France en une organisation plus large, l'Union de la jeunesses républicaine de France dans le cadre de la tutelle que l'ancien mutin de la mer Noire exerce sur les jeunes depuis la Libération. Il semble en fait que l'unification qui a échoué au niveau des partis et mouvement de résistance des adultes (avec le MLN) ait mieux fonctionné entre les organisations de jeunes, avec des actions communes et la création au niveau international de la Fédération mondiale de la jeunesse démocratique (FMJD).  Tant que la guerre froide n'est pas formellement  en action, l'UJRF  a des contacts avec plusieurs autres organisations : le mouvement des auberges de jeunesse, la Ligue de l'enseignement, les éclaireurs de France. Guy de Boysson est élu président de la FMJD. Après une longue année de mise en place, des discussions probables entre les tenants de l'ancienne JC et ceux de la nouvelle Union, l'organisation de formations des cadres dont le mouvement des jeunes manque, d'autant que plusieurs des dirigeants de l'UJRF sont aussi élus députés aux élections constituantes de octobre 1945, et de juin 1946, dont les dirigeants Guy de Boysson, Léo Figuères, Jean Pronteau, René Thuillier, le 1er congrès de l'Union de la Jeunesse républicaine de France a lieu du 28 août  au 3 septembre 1946 à Clichy.

### Le premier congrès de l'Union de la jeunesse républicaine de France, et la remise en route de l'Union des jeunes filles de France
L'UJRF est nombreuse. En 1947, 188 400 adhérents en seraient membres. Comptées à part, l'UJFF en aurait 64 709. Mais il ne semble pas que les secteurs des étudiants aient rallié de gros bataillons.
- Le secrétariat élu en septembre 1946[99] :
  - André Leroy, né en 1913 à Montreuil, ancien déporté, premier secrétaire, 33 ans
  - Madeleine Vincent, née en 1920 à Asnières, ancienne déportée, 26 ans. Secrétaire générale de l'Union des jeunes filles de France.
  - Léo Figuères, né en 1918 à Perpignan, directeur du journal Avant-garde, 28 ans.
  - Guy de Boysson, né en 1918 en Savoie, président de la Fédération mondiale de la Jeunesse démocratique. Député de l'Aveyron, 28 ans.
  - André Tarelli, né en 1920 dans l'Isère, 26 ans
  - Daniel Trellu, né en 1919 à Quéménéven (Finistère), 27 ans.

- Le bureau national compte 8 membres :
  - René Roucaute, né en 1920, 26 ans
  - Louis Geay, né en 1920 à Bruailles en Saône-et-Loire, responsable de l'UJRF agricole et rurale, 26 ans (avec Louis Fraysse, né en 1921 en Corrèze, non nommé à ce congrès).
  - Maurice Vidal, né en 1919, journaliste, des Forces unies de la jeunesse patriotique, 27 ans.
  - Eugène Kerbaul, né en 1917 à Rennes, rédacteur en chef d'Avant-garde, 29 ans.
  - Guy Ducoloné, né en 1920 en Lot-et-Garonne, ancien déporté, 26 ans.
  - Albert Guignard, ?
  - Yvette Renac, née en 1922 à Vieils-Maisons dans l'Aisne, ancienne déportée, secrétaire de l'UJFF avec Ginette Gros, 24 ans.
  - Léo Lorenzi, né en 1924 à Marseille, journaliste, 22 ans.

Quatre congrès de l'UJRF ont lieu en 1948, 1950, 1953, et 1955.

## 1956-1969:Avant-gardeouNous les garçons et les filles?

### 1956, la recréation du Mouvement de la Jeunesse communiste
Le XIVe congrès du Parti communiste français, qui se tient au Havre en juillet 1956 décide la recréation des « Jeunesses communistes ». Le rapport présenté au congrès par François Billoux, sur le sujet ne s'étend pas sur le fait « que l'Union de la jeunesse républicaine de France ne peut plus répondre à cette tendance générale qui porte tant de jeunes vers le communisme ». Mais il fait état que la création du Mouvement de la Jeunesse communiste été approuvé par l'ensemble des organisations du Parti et (c'est bien le moins !) par les comités nationaux de l'Union de la Jeunesse Républicaine de France et de l'Union des Jeunes Filles de France. 
Trois organisations « indépendantes » de la jeunesse sont donc créées :
- « pour les jeunes gens », l'Union des jeunesses communistes de France (UJCF), dont le journal est l'Avant-Garde.
- « pour les jeunes filles », l'Union des jeunes filles de France (UJFF), qui subsistait depuis 1936 et n'était formellement pas incluse dans l'UJRF. Son journal est Filles de France.
- « pour les élèves des facultés et grandes écoles », l'Union des étudiants communistes de France, dont le journal est Clarté.

Ce sont les directions nationales de ces trois mouvements qui constituent le Conseil national du Mouvement de la Jeunesse communiste, qui n'a pas d'existence autonome sur le terrain. Le premier Congrès, constitutif de l'Union des Jeunesses communistes de France a lieu à Ivry les 16-17 décembre 1956. Le premier congrès constitutif de l'Union des étudiants communistes de France se tient à Paris les 16-17 mars 1957. À chacun Maurice Thorez envoie un message les assurant du soutien du Parti communiste dans la conquête de « la jeunesse du monde ». 

### 1956-1962: la direction de Paul Laurent
Paul Laurent, membre du Bureau national de l'UJRF depuis 1952, secrétaire général de cette organisation depuis 1954, élu au comité central du PCF au Congrès du Havre, devient naturellement secrétaire général de la Direction nationale du Mouvement de la Jeunesses communiste de France. Originaire du département de Saône-et-Loire, puis devenu parisien dans les arrondissements populaires de l'est de la capitale, adhérent du Parti communiste à l'âge de 20 ans en 1945, il a été emprisonné en 1952 avec toute la direction de l'UJRF. À 31 ans passés c'est un « jeune » expérimenté qui est placé à la tête des Jeunesses communistes. Il le reste jusqu'en 1962, assumant ces responsabilités dans le cadre de la guerre d'Algérie et contre celle-ci, de l'accession au pouvoir du général de Gaulle et contre celui-là, et de l'arrivée à l'adolescence de la génération du baby-boom. Il ne semble pas avoir laissé un mauvais souvenir à cette fonction, selon le témoignage de l'historien Philippe Robrieux. Il quitte la Jeunesse communiste pour être promu à la direction de la Fédération communiste de Paris puis en 1964 au Bureau politique du Parti communiste dirigé par un autre « Saône-et-loirien », Waldeck Rochet.
Un « silence historiographique » recouvre les « Jeunesses communistes » à partir des années 1960, qui ne permet pas de rendre compte de leur évolution jusqu'au début du 21e siècle.

### Annexeno1: 31 mars- 3 avril 1966: Bureau national du Mouvement de la Jeunesse communiste, élu au Congrès de Saint-Denis
- secrétaire général : François Hilsum[104]
- Union des jeunes communistes de France : Roland Favaro
- Union des Jeunes filles de France : Monique Mercieca
- Union des jeunesses agricoles et rurales de France : Raymond Monteil
- Union des étudiants communistes : Guy Hermier

### Annexeno2: 4-7 avril 1968: Bureau national du Mouvement de la Jeunesse communiste de France élu au congrès deIvry-sur-Seine,1 800délégués, allocution de clôture deWaldeck Rochet
- secrétaire général : François Hilsum
- secrétaire général adjoint : Roland Favaro
- Union des Jeunes communistes de France : Robert Clément
- Union des jeunes filles de France : Nicole Meunier
- Union des jeunesses agricoles et rurales de France : Raymond Monteil
- Union des étudiants communistes de France : Jean-Michel Catala

### Annexeno3: 4-6 décembre 1970, Bureau national du Mouvement de la Jeunesse communiste de France, élu àSaint-Denis(1 300délégués, âge moyen, 20 ans;70 000 adhérents)
- secrétaire général : Roland Favaro
- secrétaire général adjoint : Jean-Michel Catala
- UJCF : Gérard Lanternier
- UJFF : Nicole Garand
- UJARF : Michel Larrat
- UEC : Gérard Molina
- + 7 UJCF : Pierre Barre, José Fort, Jean-Claude Lemeur, Michel Navarro, Alain Thérouze, Nicolas Marchand, Georges Troubat.
- + 3 UJFF : Eliane Bize, Jackie Hoffmann, Mireille Rioux.
- + 4 UECF : Gérard Bras, Dominique Vidal, Michel Jouet, Pierre Zarka

### Annexeno4: 17-18 mai 1973, secrétariat national élu àMontreuil-sous-Bois,1 269délégués, âge moyen 19 ans
- secrétaire général  Jean Michel Catala
- secrétariat :
- Pierre Barre
- Eliane Bize
- José Fort
- Pierre Zarka
- UJCF:  François Asensi
- UJFF:  Sylviane Ainardi
- UJARF:  Michel Larrat
- UECF : Jean-Charles Eleb

### Annexeno5: Décision en 1974 d'une organisation unique groupant l'UJCF (Garçons), l'UJFF (Jeunes filles) et l'UJARF (jeunes ruraux). Application au Congrès deNanterre,1er-4 mai 1975 ,1 480délégués âge moyen: 19 ans;70 000 adhérents. Direction élue:
- secrétaire général : Jean Michel Catala
- secrétaires :
- Pierre Zarka
- Sylviane Ainardi
- Jacques Planche
- Patrick Staat
- Jean-Charles Eleb (UEC)

### Annexeno6: 10-12 décembre 1976, secrétariat national du Mouvement de la Jeunesse communiste, élu au Congrès deSaint-Denis.1 600délégués,94 000 adhérents
- secrétariat général : Jean Michel Catala, 34 ans.
- secrétariat :
  - Pierre Zarka
  - Sylviane Ainardi
  - Jacques Planche
  - Patrick Staat
  - Jean-Charles Eleb (étudiants)

### Annexeno7: 31 janvier-3 février 1980, secrétariat national du Mouvement de la jeunesse communiste de France, élu au Congrès deVitry-sur-Seine.1 302délégués, âge moyen de 21 ans,96 000 adhérents
- secrétaire général : Pierre Zarka, 32 ans
- secrétariat :
  - Sylvie Jan, 27 ans
  - Jacques Planche
  - Josiane Voyant, 27 ans
  - Bernard Birsinger, 25 ans
  - Jacques Perreux, 27 ans
  - Patice Dauvin (étudiants)

### Annexeno8: 8-11 mars 1984, Bureau du Mouvement des Jeunes communistes de France, élu àPantin.1 400délégués
- secrétaire général : Jacques Perreux, 31 ans
- secrétariat :
  - Bernard Calabuig, 26 ans
  - Josiane Voyant, 30 ans
  - Robert Abad, 27 ans
  - Laurence Bernier, 27 ans
  - Bernard Birsinger, 29 ans
  - Françoise Gamper, 27 ans
  - Pierre Laurent, 27 ans (étudiants)
  - Pierre Quayt Thévenon, 31 ans
  - Stéphane Peu, 22 ans
  - Catherine Tricot, 21 ans
  - Marinette Volpini, 22 ans ; Gilles Grosgeorge, 30 ans; Jean-Claude Kennedy, 31 ans;  Jean-Paul Cazeneuve, 26 ans ; Odile Guyot Sionnet, 25 ans; Marcel Fiaschi, 25 ans; Dominique Sanchez, 29 ans; Anne Coulon, 25 ans; Ghislaine Abad, 26 ans; Laurent Rabier, 26 ans ; Marc Roumezon, 25 ans ; Anne Marie Matéos, 30 ans.
- L'âge moyen de ce Bureau est de 27 ans. Pour la première fois la parité est presque attente. 9 élus sur 23 sont des nouveaux.

### Annexeno9: congrès national du Mouvement des Jeunes communistes, élu au congrès deGennevilliers, 8 - 11 mars 1990.1 202délégués, pour70 900 adhérentsrevendiqués
- secrétaire général : Jacques Perreux, 37 ans
- secrétariat :
  - (réélus) : Bernard Calabuig, 32 ans ; Jean-Paul Cazeneuve 32 ans ; Élisabeth Vernay ; Gilles Perre.
  - (élus) : Hugues Latron, 27 ans ; Fredi Meignan, 31 ans ;  Sylvie Vassallo, 26 ans,